# 莫托爾湖
莫托爾湖（白俄羅斯語：Мотальскае）是白俄羅斯的河流，位於雅瑟達河的流域，由布列斯特州負責管轄，長2.5公里、寬0.77公里，面積1.15平方公里，流域面積3,588平方公里，平均水深12米，最大水深18米。
52°19′11.87″N 25°35′45.68″E / 52.3199639°N 25.5960222°E